# Louis de Funès
Louis de Funès (født 31. juli 1914 i Courbevoie, Frankrig, død 27. januar 1983 i Nantes, Frankrig) var en fransk skuespiller.
Han var en af de store franske komikere i 1900-tallet og spillede mest i franske populære film. Særligt kendt var de Funès for sine mangeartede grimasser. Han skabte en række originale personligheder i sine film, blandt andet Rabbi Jacob, kommissær Juve i Fantômas-filmene, og politimanden Ludovic Cruchot.

## Filmografi i udvalg
- Napoleon (1955)
- Moralens vogter i Saint-Tropez (fransk titel: Le Gendarme de Saint-Tropez) (1964)
- Fantômas (1964)
- Oscar (1967)
- Undskyld vi flygter (fransk titel: La Grande Vadrouille) (1966)
- Moralens vogter gifter sig (1968)
- Moralens vogter i New York (1969)
- Hibernatus (1969)
- Det rabler for rabbi Jacob (1973)